# Xanthocalanus hirtipes
Xanthocalanus hirtipes is een eenoogkreeftjessoort uit de familie van de Phaennidae. De wetenschappelijke naam van de soort is voor het eerst geldig gepubliceerd in 1897 door Vanhöffen.